# Muellerargia
Muellerargia é um género botânico pertencente à família Cucurbitaceae.

## Espécies
- Muellerargia jeffreyana Keraudren
- Muellerargia timorensis Cogn.

1. ↑  «Muellerargia — World Flora Online». www.worldfloraonline.org. Consultado em 19 de agosto de 2020